# Heinrich-von-Stephan-Gemeinschaftsschule
Die Heinrich-von-Stephan-Gemeinschaftsschule ist eine öffentliche reformpädagogische Gemeinschaftsschule im Berliner Ortsteil Moabit. Sie ist benannt nach dem Generalpostdirektor Heinrich von Stephan (1831–1897). Im Schuljahr 2022/23 besuchen 867 Schüler und Schülerinnen die Schule.

## Geschichte
Am Stephanplatz errichtete die Stadt Berlin von 1892 bis 1894 einen Schulkomplex für die 168. und 182. evangelische Gemeindedoppelschule und die 189. katholischen Gemeindeschule. Die dreifache Schule gehörte zur damaligen Zeit mit 36 Klassen zu den größten schulischen Einrichtungen in Berlin. Sie ist ein gelistetes Baudenkmal.
Erst 1950 wurde aus den drei Schulen die Heinrich-von-Stephan-Schule, die bis Anfang der 1990er Jahre als reine Hauptschule geführt wurde. Dann begann das Kollegium der Schule ein neues Schulkonzept zu entwickeln und erreichte, dass die Schule sich als erste Berliner Schule in eine integrierte Haupt-/Realschule umwandeln durfte.
Im Jahr 2008 nahm die Schule an der „Pilotphase Gemeinschaftsschule“ teil und wurde im Schuljahr 2013/14 um eine gymnasiale Oberstufe ergänzt. Der daraus resultierende erhöhte Raumbedarf machte einen Umzug in ein größeres Schulgebäude nötig. Seit 2010 ist die Schule deshalb am Standort Neues Ufer 6 zu finden. Seit dem Schuljahr 2016/17 hat die Schule auch eine Grundstufe. Die benötigten neuen Klassenräume wurden durch einen Modularen Ergänzungsbau (MEB) im Jahr 2018 geschaffen. Seit Juli 2017 heißt die Schule offiziell Heinrich-von-Stephan-Gemeinschaftsschule. Ein weiterer Schulergänzungsbau mit Unterrichtsräumen, Sportbereich, Mensa, Küche, Jugendfreizeiteinrichtung, ist in der Planungsphase. Temporär wurden Container zur Nutzung als Unterrichtsräume für die Grundstufe auf dem ehemaligen Skateplatz aufgestellt.

## Konzept
Die Schule ist eine gebundene Ganztagsschule und eine reformpädagogische Gemeinschaftsschule. Gemeinsames Lernen von Schülerinnen und Schülern mit unterschiedlichen Lernvoraussetzungen – von der 1. Klasse bis zum Schulabschluss (Berufsbildungsreife (BBR), erweiterte Berufsbildungsreife (EBBR), mittleren Schulabschluss (MSA) oder das Abitur). Das Konzept der Schule beinhaltet unter anderem:
- 7./8. Klasse und 9./10. Klasse werden jahrgangsübergreifend unterrichtet.
- Der Tag beginnt mit einem Morgenkreis, in der Oberstufe Meeting genannt.
- Es gibt täglich eine bewegte Pause, in der die Schülerinnen und Schüler eine sportliche Aktivität wählen müssen.
- Zeitstrukturmodell für den Ganztag, das u. a. die Rhythmisierung des Tages – den Wechsel zwischen Spannung und Entspannung beinhaltet.
- Es finden Lernwerkstätten in jeder Schulwoche mehrstündig im Klassenverband statt.[12]
- Die zweiten Fremdsprachen Französisch und Spanisch werden ab der 7. Klasse als vierstündiges Wahlpflichtfach angeboten.
- Jährliche Woche der Herausforderung – Schülerinnen und Schüler stellen sich einer selbstgewählten Herausforderung.
- In 7. und 8. Klasse findet das Unterrichtsfach Wirtschaft-Arbeit-Technik (WAT) statt.
- Es gibt eine jährliche Landbauwoche in Gatow.

## Kooperationen
Die Heinrich-von-Stephan-Gemeinschaftsschule ist in zahlreiche Netzwerke eingebunden, einige hiervon sind:
- Kulturagenten für kreative Schulen
- Theater und Schulen Berlin (TuSch) mit dem Hebbel am Ufer
- Gesicht zeigen mit dem Lernort 7xjung
- Schulverbund Blick über den Zaun